# Viva Communications
Viva Communications, Inc., également connu sous le nom de Viva Entertainment, Inc. ou simplement VIVA, est une société philippine de médias et divertissement fondée en 1981. Son siège social est à Pasig.

## Histoire
Viva Communications a été fondée le 11 novembre 1981 par Vic del Rosario Jr. et sa sœur Tess Cruz, initialement constituée sous le nom de Viva Films, un studio de production cinématographique situé à Quezon City pour produire les films. Au fil des années, la société a séparé d'autres sociétés en dehors du cinéma : Viva Records en 1982, Studio Viva en 1986, Viva Artists Agency en 1997, Viva Publishing Group en 2013 et Viva International Food and Restaurants en 2016.
Au début des années 2020, la société a lancé deux services de streaming de vidéo à la demande, Vivamax et Viva One,.

## Filiales
- Studio Viva
- Ultimate Entertainment
- Viva Films
- Viva International Food and Restaurants, Inc.
  - Botejyu
  - Paper Moon Cake Boutique
  - Pepi Cubano
  - Yogorino
  - Wing Zone
- Viva International Pictures
- Viva Music Group, Inc.
  - Viva Records
  - Vicor Music
  - Ivory Music and Video
- Viva Publishing Group, Inc.
  - Viva PSICOM Publishing Corporation
  - Viva Starmometer Publishing Corporation
  - VRJ Books Publishing
- Viva Video, Inc.

## Divisions
- Viva Artists Agency
- Viva Cable TV
  - Pinoy Box Office
  - Viva Cinema
  - Sari-Sari Channel (en copropriété avec TV5)
  - Celestial Movies Pinoy (en copropriété avec Celestial Tiger Entertainment)
  - Tagalized Movie Channel (en copropriété avec MVP Entertainment)
  - Viva TV (chaîne internationale)
- Viva Digital
  - Oomph TV
  - Vivamax
  - Viva One (anciennement Viva Prime)
- Viva Interactive
- Viva Live
- Viva Sports